# Michael Monaghan

a Compétitions nationales et continentales officielles uniquement.

Michael Monaghan, né le 13 mai 1980 à Canberra (Australie), est un joueur australien de rugby à XIII évoluant au poste de demi d'ouverture, de demi de mêlée ou de talonneur dans les années 2000 et 2010. Il fait ses débuts professionnels en National Rugby League à Canberra en 2001 puis rejoint Manly-Warringah de 2004 à 2007. Il rejoint ensuite Warrington en Super League de 2008 à 2014. Son frère, Joel Monaghan, est également joueur de rugby à XIII et international australien.
Après sa carrière sportive, il devient entraîneur-adjoint aux Dragons Catalans aux côtés de Laurent Frayssinous et de Jérôme Guisset, prenant temporairement le poste d'entraîneur en 2017 à la suite du limogeage de Frayssinous avant l'arrivée de Steve McNamara.

## Palmarès
- Collectif :
  - Vainqueur de la Challenge Cup : 2009, 2010 et 2012 (Warrington).
  - Finaliste de la National Rugby League : 2007 (Manly-Warringah).
  - Finaliste de la Super League : 2012 et 2013 (Warrington).

- Individuel : 
  - Meilleur joueur de la finale de Challenge Cup : 2009 (Warrington).